# Night of Champions (2023)
Night of Champions 2023 là sự kiện trả tiền cho mỗi lần xem (PPV) đấu vật chuyên nghiệp Night of Champions lần thứ 10 và là sự kiện phát trực tiếp do WWE của Hoa Kỳ sản xuất. Nó được tổ chức cho các đô vật từ bộ phận thương hiệu Raw và SmackDown. Sự kiện diễn ra vào Thứ Bảy, ngày 27 tháng 5 năm 2023, tại Jeddah Super Dome ở Jeddah, Ả Rập Xê Út và là Night of Champions đầu tiên được tổ chức kể từ năm 2015. Đây cũng là Night of Champions đầu tiên diễn ra vào Thứ Bảy và lần đầu tiên được tổ chức tại Ả Rập Xê Út, sau đó trở thành sự kiện thứ 9 mà WWE tổ chức tại Ả Rập Xê Út trong khuôn khổ quan hệ đối tác kéo dài 10 năm nhằm hỗ trợ Tầm nhìn 2030 của Ả Rập Xê Út.
Sự kiện ban đầu được thông báo sẽ được tổ chức mang tên "King and Queen of the Ring", sự kiện này lẽ ra sẽ hồi sinh chuỗi sự kiện King of the Ring với việc đổi thương hiệu, tuy nhiên, WWE đã quyết định tổ chức lại Night of Champions. Đây là Night of Champions đầu tiên được tổ chức sau khi tái phân chia thương hiệu vào tháng 7 năm 2016 và là lần đầu tiên phát trực tiếp trên Peacock sau khi phiên bản WWE Network của Hoa Kỳ hợp nhất với Peacock vào tháng 3 năm 2021. Sự kiện này cũng thay thế Hell in a Cell tổ chức hàng năm trước đó.
Ý tưởng ban đầu của Night of Champions (2007–2015) là mọi chức vô địch của của các đô vật chính đều được tranh tài. Chủ đề này không được giữ lại cho sự kiện năm 2023 mà thay vào đó kỷ niệm việc đăng quang World Heavyweight Championship cho Raw và cũng đánh dấu ngày thứ 1.000 Roman Reigns của SmackDown với tư cách là nhà vô địch Universal Championship. Thay vì bảo vệ danh hiệu của mình, Reigns cùng với Solo Sikoa thách đấu Kevin Owens và Sami Zayn cho chức vô địch Undisputed WWE Tag Team Championship mà Owens và Zayn đang nắm giữ. Đây là trận đấu tâm điểm của sự kiện và hai trận còn lại là trận tranh đai World Heavyweight Championship nói trên, chứng kiến Seth "Freakin" Rollins của Raw đánh bại AJ Styles của SmackDown và trận đấu giữa Cody Rhodes và Brock Lesnar, mà Lesnar đã thắng nhờ technical submission. Bốn trận đấu khác đã diễn ra tại sự kiện, trong đó nổi bật nhất là trận đấu chứng kiến Asuka đánh bại Bianca Belair để giành chức vô địch Raw Women's Championship, chấm dứt kỷ lục trị vị danh hiệu của Belair sau 420 ngày. Đây sẽ là sự kiện cuối cùng để các đai vô địch nữ mang thương hiệu, vì hai tuần sau sự kiện này, các đai vô địch nữ Raw và SmackDown lần lượt được đổi tên thành WWE Women's Championship và Women's World Championship.
Sự kiện này hầu hết nhận được đánh giá tích cực từ các nhà phê bình và người hâm mộ. Trận tranh đai Undisputed WWE Tag Team Championship và cái kết sau đó được coi là điểm nổi bật của sự kiện, với những lời khen ngợi cũng dành cho trận tranh đai World Heavyweight Championship.

## Tiểu sử
Vào ngày 6 tháng 3 năm 2023, tổ chức quảng bá đấu vật chuyên nghiệp WWE đã thông báo rằng sự kiện King of the Ring sẽ được tái tổ chức và đổi tên thành "King and Queen of the Ring" để kết hợp cả giải đấu King of the Ring của nam và giải đấu Queen's Crown của nữ, sự kiện này cũng sẽ thay thế sự kiện Hell in a Cell hàng năm trước đó. Sự kiện này được tổ chức vào Thứ Bảy, ngày 27 tháng 5 năm 2023, tại Jeddah Superdome ở Jeddah, Ả Rập Xê Út và có sự góp mặt của các đô vật từ các bộ phận thương hiệu Raw và SmackDown. Tuy nhiên, vào ngày 13 tháng 4, có thông tin tiết lộ rằng WWE đã loại bỏ các kế hoạch này và thay vào đó, sự kiện ở Ả Rập Xê Út này sẽ là Night of Champions lần thứ 10, do đó làm sống lại sự kiện Night of Champions, trước đây đã được tổ chức hàng năm từ năm 2007 đến năm 2015. Theo Mike Johnson của PWInsider, quyết định đổi sự kiện thành Night of Champions là một lựa chọn sáng tạo nhằm hồi sinh và đưa sự kiện này ra thị trường quốc tế. Cũng có thông tin cho rằng sự thay đổi này nhằm làm hài lòng các đối tác kinh doanh ở Ả Rập Xê Út và tăng thêm phần hấp dẫn cho chương trình với việc đăng quang của một nhà vô địch thế giới mới.
Đầu năm 2018, WWE bắt đầu hợp tác chiến lược đa nền tảng kéo dài 10 năm với Bộ Thể thao để hỗ trợ Tầm nhìn Saudi 2030, chương trình cải cách kinh tế và xã hội của Ả Rập Xê Út. Night of Champions 2023 là sự kiện thứ 9 mà WWE tổ chức tại Ả Rập Xê Út dưới sự hợp tác này và sau đó là Night of Champions đầu tiên được tổ chức tại quốc gia này. Đây cũng là Night of Champions đầu tiên được tổ chức vào thứ Bảy. Đây sau đó là Night of Champions đầu tiên được tổ chức sau khi giới thiệu lại phần mở rộng thương hiệu vào tháng 7 năm 2016, nơi WWE một lần nữa phân chia đô vật chính giữa thương hiệu Raw và SmackDown nơi các đô vật được chỉ định độc quyền biểu diễn. Ngoài việc phát sóng trên kênh trả tiền cho mỗi lượt xem truyền thống trên toàn thế giới và WWE Network tại các thị trường quốc tế, đây là Night of Champions đầu tiên được phát trực tiếp trên Peacock ở Hoa Kỳ do phiên bản Mỹ của WWE Network hợp nhất dưới tên Peacock vào tháng 3 năm 2021.
Chủ đề ban đầu của Night of Champions từ năm 2007 đến năm 2015 là mọi chức vô địch của đô vật chính đều được tranh tài. Chủ đề này không được giữ lại cho sự kiện năm 2023, vì Undisputed WWE Universal Championship, WWE United States Championship và WWE Women's Tag Team Championship không được tranh chấp. Tuy nhiên, năm trong số bảy trận đấu của sự kiện là trận tranh chức vô địch.[10] Sự kiện này cũng đánh dấu ngày thứ 1.000 Roman Reigns với tư cách là nhà vô địch Universal Championship. Anh ấy đã giành được danh hiệu tại Payback vào ngày 30 tháng 8 năm 2020 và sau đó giành được chức vô địch WWE Championship tại WrestleMania 38 vào tháng 4 năm 2022 để trở thành nhà vô địch Undisputed WWE Universal Champion.

## Tổ chức
| Vai trò                    | Tên                 |
| -------------------------- | ------------------- |
| Bình luận viên tiếng Anh   | Michael Cole        |
| Bình luận viên tiếng Anh   | Corey Graves        |
| Bình luận viên tiếng Ả Rập | Faisal Al-Mughaisib |
| Bình luận viên tiếng Ả Rập | Jude Aldajani       |
| Thông báo viên sàn đấu     | Mike Rome           |
| Trọng tài                  | Danilo Anfibio      |
| Trọng tài                  | Jessika Carr        |
| Trọng tài                  | Dan Engler          |
| Trọng tài                  | Daphne Lashaunn     |
| Trọng tài                  | Eddie Orengo        |
| Trọng tài                  | Ryan Tran           |
| Người phỏng vấn            | Byron Saxton        |
| Người điều khiển Pre-show  | Kayla Braxton       |
| Người điều khiển Pre-show  | Matt Camp           |
| Người điều khiển Pre-show  | Peter Rosenberg     |

### Các trận đấu khác
Mở đầu bằng trận chung kết tournament để giành đai World Heavyweight Champion đầu tiên, cuộc tranh tài giữa Seth "Freakin" Rollins của Raw và AJ Styles của SmackDown. Trong trận đấu, Styles thực hiện cú Suplex với Rollins vào cột góc và DDT. Sau đó, Styles biểu diễn cú modified neckbreaker trên Rollins. Khi Styles cố gắng thực hiện từ sợi dây thừng thứ hai bằng cú Styles Clash, Rollins đã phản công thành cú hurricanrana. Sau đó, Styles đã đưa ra cú brainbuster cho Rollins trên tạp dề của sàn đấu. Khi Styles cố gắng thực hiện Phenomenal Forearm, Rollins đã tránh và đưa Styles ra bên ngoài, thực hiện một cú suicide dive và tự làm bị thương đầu gối của mình trong quá trình này. Styles sau đó tung đòn Calf Crusher, tuy nhiên, Rollins đã trốn thoát. Sau đó, Styles thực hiện cú Pele Kick và Pedigree trên Rollins. Trong những giây phút kết thúc, Rollins đã biểu diễn cú Superkick, Pedigree và Curb Stomp lên Styles để trở thành nhà vô địch World Heavyweight Champion. Sau trận đấu, WWE COO Triple H đã trao danh hiệu cho Rollins. Rollins ăn mừng bằng cách đứng trên sợi dây ở giữa khi pháo hoa nổ.
Becky Lynch đối đầu với Trish Stratus. Lynch đã thực hiện cú Becksploder và Leg Drop trên Stratus. Lynch thực hiện cú Diamond Dust và Leg Drop thứ hai. Lynch đã áp dụng đòn Boston Crab lên Stratus, người đã chạm tới dây thừng để vô hiệu hóa đòn khóa. Stratus thực hiện cú Chick Kick trên Lynch. Lynch sau đó áp dụng đòn Dis-Arm-Her lên Stratus, người đã trốn thoát. Lynch sau đó cố gắng thực hiện cú Manhandle Slam vào Stratus, người đã đặt chân cô ấy lên sợi dây thừng để vô hiệu hóa đòn. Trong những giây phút kết thúc, Stratus lăn ra khỏi sàn đấu, tuy nhiên, Lynch đã ném Stratus trở lại sàn đấu. Zoey Stark sau đó bước ra từ dưới sàn đấu và biểu diễn cú Z360 trên Lynch, và Stratus sau đó thực hiện cú Stratusfaction trên Lynch để giành chiến thắng trong trận đấu.
Gunther bảo vệ chức vô địch Intercontinental Championship trước Mustafa Ali. Trong trận đấu, khi Gunther cố gắng thực hiện cú Top Rope Butterfly Suplex, Ali phản công thành cú Sunset Powerbomb và thực hiện động tác 450°. Ali sau đó tung cú tornado DDT và cố gắng thực hiện cú xoay 450° thứ hai, tuy nhiên, Gunther đã vượt lên và theo sau bằng một cú Dropkick và Powerbomb vào Ali để giữ lại danh hiệu.
Trong một phân đoạn hậu trường, các nhà vô địch Undisputed Tag Team Kevin Owens và Sami Zayn đã nói về trận đấu sắp tới của họ với Roman Reigns và Solo Sikoa. Owens sau đó tuyên bố rằng Reigns và Solo sẽ thua trận này, sau đó, Reigns sẽ thừa nhận Owens và Zayn.
Trong trận đấu thứ tư, Bianca Belair bảo vệ được đai vô địch Raw Women's Championship trước Asuka. Trong màn mở đầu, Asuka đã thực hiện những cú đá vào cánh tay của Belair. Belair sau đó tung ra một cú spinebuster và handspring moonsault. Khi Asuka cố gắng thực hiện đòn Asuka Lock, Belair đã phản công nó thành cú ghim suýt giành chiến thắng. Khi trọng tài đang theo dõi Belair, Asuka phun sương xanh vào Belair, nhưng cô ấy đã cúi xuống. Asuka sau đó phun sương vào tay cô. Khi Belair thực hiện cú Kiss of Death, Asuka dụi bàn tay mờ sương của mình vào mắt Belair và thực hiện hai cú đá vòng tròn để trở thành nhà vô địch Raw Women's Champion, chấm dứt triều đại lập kỷ lục của Belair sau 420 ngày.
Tiếp theo, Rhea Ripley (đi cùng với người bạn Judgment Day là Dominik Mysterio) bảo vệ chức vô địch SmackDown Women's Championship trước Natalya. Lợi dụng sự phân tâm của Mysterio, Ripley đánh Natalya, đẩy cô vào bậc thang thép và đập đầu cô vào bàn bình luận. Ripley sau đó tung cú Riptide để giữ lại danh hiệu.
Ở trận áp chót, Brock Lesnar đối mặt với Cody Rhodes. Do Lesnar đã làm gãy cánh tay của Rhodes trong tập trước của Raw, cánh tay của anh ấy đã được trang bị một bộ phận được làm bằng titan, thứ mà anh ấy đã sử dụng rất nhiều trong cuộc tấn công chống lại Lesnar. Trong phần mở đầu, Lesnar đã thống trị Rhodes, thực hiện ba cú belly-to-belly suplexes. Rhodes sau đó thực hiện cú Disaster Kick, Cody Cutter và hai cú Cross Rhodes. Lesnar sau đó áp dụng đòn khóa Kimura, nhưng Rhodes đã chạm tới dây thừng . Khi Lesnar thử cú F5 khác, Rhodes phản công nó bằng cú Cross Rhodes khác. Lesnar sau đó thực hiện cú F5 trên Rhodes. Lesnar sau đó áp dụng đòn khóa Kimura khác. Bất chấp nhiều nỗ lực để tiếp cận sợi dây, Rhodes vẫn bất tỉnh vì đau, giúp Lesnar giành chiến thắng bằng đòn kỹ thuật.

### Trận đấu tâm điểm
Trong trận đấu tâm điểm, Kevin Owens và Sami Zayn bảo vệ chức vô địch Undisputed WWE Tag Team Championship trước The Bloodline (Roman Reigns và Solo Sikoa, cùng với Paul Heyman). Zayn bắt đầu trận đấu với Sikoa nhưng bị Reigns đã ra dấu thay người. Zayn sau đó đã ra dấu thay Owens, người thực hiện cú Stunner, nhưng Reigns ngay lập tức thực hiện cú Spear. Zayn sau đó thực hiện một đòn tope suicida với Sikoa, tiếp theo là Blue Thunder Bomb. Khi Sikoa thực hiện cú Samoan Spike, Zayn trốn thoát và tung cú Exploder Suplex vào góc cột rồi tung ra cú Helluva Kick, nhưng Reigns đã phá ghim. Khi Reigns định tung cú Spear vào Zayn, anh ta đã né được và Reigns đã vô tình đánh trọng tài. Khi Zayn cố gắng thực hiện cú Superman Punch, Reigns đã phản công nó bằng cú Superman Punch của riêng mình. Khi trọng tài bị hạ gục, Owens cố gắng tung cú pop-up powerbomb lên Reigns thông qua bàn bình luận, nhưng The Usos (Jey Uso và Jimmy Uso) đã ngăn anh ta lại. Usos sau đó đã tung nhiều cú Superkicks cho Zayn. Khi họ cố gắng thực hiện một cú superkick khác, họ đã vô tình đánh trúng Sikoa, điều mà Reigns đã nhìn thấy, khiến anh ta tức giận. Sau khi đẩy The Usos, Jimmy trả đũa và giao hai cú Superkicks cho Reigns, và cùng với Jey, họ rút lui, cho phép Owens và Zayn thực hiện kết hợp cú Stunner/Helluva Kick lên Sikoa giữ lại danh hiệu.

## Kết quả
| #                                           | Kết quả | Thể loại                                                         | Thời gian |
| ------------------------------------------- | --- | ---------------------------------------------------------------- | --------- |
| 1                                           | Seth "Freakin" Rollins đánh bại AJ Styles bằng đòn kết liễu                                                             | Trận đấu đơn tranh đai World Heavyweight Championship            | 20:40     |
| 2                                           | Trish Stratus đánh bại Becky Lynch bằng đòn kết liễu                                                                    | Trận đấu đơn                                                     | 14:50     |
| 3                                           | Gunther (c) đánh bại Mustafa Ali bằng đòn kết liễu                                                                      | Trận đấu đơn tranh đai WWE Intercontinental Championship         | 9:00      |
| 4                                           | Asuka đánh bại Bianca Belair (c) bằng đòn kết liễu                                                                      | Trận đấu đơn tranh đai WWE Raw Women's Championship              | 15:00     |
| 5                                           | Rhea Ripley (c) (đi với Dominik Mysterio) đánh bại Natalya bằng đòn kết liễu                                            | Trận đấu đơn tranh đai WWE SmackDown Women's Championship        | 1:10      |
| 6                                           | Brock Lesnar đánh bại Cody Rhodes bằng đòn kỹ thuật                                                                     | Trận đấu đơn                                                     | 9:40      |
| 7                                           | Kevin Owens và Sami Zayn (c) đánh bại The Bloodline (Roman Reigns và Solo Sikoa) (đi với Paul Heyman) bằng đòn kết liễu | Trận đấu đồng đội tranh đai Undisputed WWE Tag Team Championship | 26:25     |
| - (c) – chỉ người vô địch bước vào trận đấu | |                                                                  |           |

### World Heavyweight Championship Tournament
|  |                                              |                                              |                                              |  |  |                                              |                                              |                                              |                        |       |                                         |                                         |                                         |
|  | Vòng 1 Raw (8/5/2023) SmackDown (12/5/ 2023) | Vòng 1 Raw (8/5/2023) SmackDown (12/5/ 2023) | Vòng 1 Raw (8/5/2023) SmackDown (12/5/ 2023) |  |  | Bán kết Raw (8/5/2023) SmackDown (12/5/2023) | Bán kết Raw (8/5/2023) SmackDown (12/5/2023) | Bán kết Raw (8/5/2023) SmackDown (12/5/2023) |                        |       | Chung kết Night of Champions (2/5/2023) | Chung kết Night of Champions (2/5/2023) | Chung kết Night of Champions (2/5/2023) |
|  | Vòng 1 Raw (8/5/2023) SmackDown (12/5/ 2023) | Vòng 1 Raw (8/5/2023) SmackDown (12/5/ 2023) | Vòng 1 Raw (8/5/2023) SmackDown (12/5/ 2023) |  |  | Bán kết Raw (8/5/2023) SmackDown (12/5/2023) | Bán kết Raw (8/5/2023) SmackDown (12/5/2023) | Bán kết Raw (8/5/2023) SmackDown (12/5/2023) |                        |       | Chung kết Night of Champions (2/5/2023) | Chung kết Night of Champions (2/5/2023) | Chung kết Night of Champions (2/5/2023) |
|  |                                              |                                              |                                              |  |  |                                              |                                              |                                              |                        |       |                                         |                                         |                                         |
|  |                                              |                                              |                                              |  |  |                                              |                                              |                                              |                        |       |                                         |                                         |                                         |
|  | Damian Priest                                | Damian Priest                                | —                                            |  |  |                                              |                                              |                                              |                        |       |                                         |                                         |                                         |
|  | Damian Priest                                | Damian Priest                                | —                                            |  |  |                                              |                                              |                                              |                        |       |                                         |                                         |                                         |
|  | Seth "Freakin" Rollins                       | Seth "Freakin" Rollins                       | Ghim                                         |  |  |                                              |                                              |                                              |                        |       |                                         |                                         |                                         |
|  | Seth "Freakin" Rollins                       | Seth "Freakin" Rollins                       | Ghim                                         |  |  |                                              |                                              |                                              |                        |       |                                         |                                         |                                         |
|  | Shinsuke Nakamura                            | Shinsuke Nakamura                            | 13:25                                        |  |  | Seth "Freakin" Rollins                       | Seth "Freakin" Rollins                       | Ghim                                         |                        |       |                                         |                                         |                                         |
|  | Shinsuke Nakamura                            | Shinsuke Nakamura                            | 13:25                                        |  |  | Seth "Freakin" Rollins                       | Seth "Freakin" Rollins                       | Ghim                                         |                        |       |                                         |                                         |                                         |
|  | Raw                                          | Raw                                          | Raw                                          |  |  | Finn Bálor                                   | Finn Bálor                                   | 13:30                                        |                        |       |                                         |                                         |                                         |
|  | Raw                                          | Raw                                          | Raw                                          |  |  | Finn Bálor                                   | Finn Bálor                                   | 13:30                                        |                        |       |                                         |                                         |                                         |
|  | Cody Rhodes                                  | Cody Rhodes                                  | —                                            |  |  |                                              |                                              |                                              |                        |       |                                         |                                         |                                         |
|  | Cody Rhodes                                  | Cody Rhodes                                  | —                                            |  |  |                                              |                                              |                                              |                        |       |                                         |                                         |                                         |
|  | Finn Bálor                                   | Finn Bálor                                   | Ghim                                         |  |  |                                              |                                              |                                              |                        |       |                                         |                                         |                                         |
|  | Finn Bálor                                   | Finn Bálor                                   | Ghim                                         |  |  |                                              |                                              |                                              |                        |       |                                         |                                         |                                         |
|  | The Miz                                      | The Miz                                      | 9:30                                         |  |  |                                              |                                              | Seth "Freakin" Rollins                       | Seth "Freakin" Rollins | Ghim  |                                         |                                         |                                         |
|  | The Miz                                      | The Miz                                      | 9:30                                         |  |  |                                              |                                              |                                              | Seth "Freakin" Rollins | Ghim  |                                         |                                         |                                         |
|  |                                              |                                              |                                              |  |  |                                              |                                              | AJ Styles                                    | AJ Styles              | 20:40 |                                         |                                         |                                         |
|  |                                              |                                              |                                              |  |  |                                              |                                              | AJ Styles                                    | AJ Styles              | 20:40 |                                         |                                         |                                         |
|  | AJ Styles                                    | AJ Styles                                    | Ghim                                         |  |  |                                              |                                              |                                              |                        |       |                                         |                                         |                                         |
|  | AJ Styles                                    | AJ Styles                                    | Ghim                                         |  |  |                                              |                                              |                                              |                        |       |                                         |                                         |                                         |
|  | Edge                                         | Edge                                         | 16:00                                        |  |  |                                              |                                              |                                              |                        |       |                                         |                                         |                                         |
|  | Edge                                         | Edge                                         | 16:00                                        |  |  |                                              |                                              |                                              |                        |       |                                         |                                         |                                         |
|  | Rey Mysterio                                 | Rey Mysterio                                 | —                                            |  |  | AJ Styles                                    | AJ Styles                                    | Ghim                                         |                        |       |                                         |                                         |                                         |
|  | Rey Mysterio                                 | Rey Mysterio                                 | —                                            |  |  | AJ Styles                                    | AJ Styles                                    | Ghim                                         |                        |       |                                         |                                         |                                         |
|  | SmackDown                                    | SmackDown                                    | SmackDown                                    |  |  | Bobby Lashley                                | Bobby Lashley                                | 12:00                                        |                        |       |                                         |                                         |                                         |
|  | SmackDown                                    | SmackDown                                    | SmackDown                                    |  |  | Bobby Lashley                                | Bobby Lashley                                | 12:00                                        |                        |       |                                         |                                         |                                         |
|  | Austin Theory                                | Austin Theory                                | 13:00                                        |  |  |                                              |                                              |                                              |                        |       |                                         |                                         |                                         |
|  | Austin Theory                                | Austin Theory                                | 13:00                                        |  |  |                                              |                                              |                                              |                        |       |                                         |                                         |                                         |
|  | Bobby Lashley                                | Bobby Lashley                                | Ghim                                         |  |  |                                              |                                              |                                              |                        |       |                                         |                                         |                                         |
|  | Bobby Lashley                                | Bobby Lashley                                | Ghim                                         |  |  |                                              |                                              |                                              |                        |       |                                         |                                         |                                         |
|  | Sheamus                                      | Sheamus                                      | —                                            |  |  |                                              |                                              |                                              |                        |       |                                         |                                         |                                         |
|  | Sheamus                                      | Sheamus                                      | —                                            |  |  |                                              |                                              |                                              |                        |       |                                         |                                         |                                         |